# Anatoli Iwanowitsch Akimow
Anatoli Iwanowitsch Akimow (russisch Анатолий Иванович Акимов; * 15. November 1947 in Moskau; † 28. Juni 2002 ebenda) war ein sowjetischer Wasserballspieler. Bei Olympischen Spielen gewann er mit der sowjetischen Nationalmannschaft 1972 Gold. 1973 war er Weltmeisterschaftszweiter und 1970 Europameister.

## Sportliche Karriere
Anatoli Akimow war der ältere Bruder des Wasserball-Olympiasiegers von 1980 Wladimir Akimow. Der 1,81 Meter große Anatoli Akimow spielte für den Moskauer Zentralsportklub der Sowjetischen Marine und wurde mit diesem Verein mehrfach Meister der Sowjetunion. Bei einigen der Meistertitel standen mit Anatoli, Wiktor und Wladimir Akimow drei Brüder in der Mannschaft.
Bei der Europameisterschaft 1970 in Barcelona spielten die sechs besten Mannschaften der Vorrunde in der Finalrunde gegeneinander. Die sowjetische Mannschaft gewann alle fünf Spiele. Im letzten Spiel gegen Ungarn trafen zwei bis dahin ungeschlagene Mannschaften aufeinander und die sowjetische Auswahl siegte mit 6:5, wobei Anatoli Akimow den ersten Treffer für seine Mannschaft erzielte.
Bei den Olympischen Spielen 1972 in München wirkte Akimow in allen acht Partien mit und warf insgesamt zehn Tore. Die sowjetische Mannschaft verlor kein Spiel, die Partien gegen die Ungarn und gegen das US-Team endeten unentschieden. Im Spiel gegen die Mannschaft aus den Vereinigten Staaten erzielte Akimow die beiden letzten Treffer zum Ausgleich. Am Ende lagen die Ungarn nach Punkten gleichauf mit der sowjetischen Mannschaft, die aber durch die bessere Tordifferenz die erste olympische Goldmedaille für die Sowjetunion im Wasserball gewann.
1973 fand in Belgrad die erste Weltmeisterschaft im Wasserball statt. In der Finalrunde besiegten die Ungarn die sowjetische Mannschaft mit 5:4 und gewannen den Titel vor der sowjetischen Mannschaft und den Jugoslawen. Akimow wurde nach dem Vorrundenspiel gegen die Jugoslawen positiv auf Dopingmittel getestet; die B-Probe ergab aber lediglich einen hohen Koffeinwert.